# Rafael Artzy
Rafael Artzy (Königsberg, 23 de julho de 1912 – 22 de agosto de 2006) foi um matemático israelense especializado em geometria.

## Educação e emigração
Artzy nasceu em 23 de julho de 1912 em Königsberg, Alemanha. Filho de Edward I. Deutschlander e Ida Freudenheim. Estudou na Universidade de Königsberg de 1930 a 1933. Transferiu-se para a Universidade Hebraica de Jerusalém onde obteve um mestrado em 1934. Casou com Elly Iwiansky em 12 de outubro de 1934. Continuou seus estudos na Universidade Hebraica de Jerusalém, onde obteve um doutorado em 1945, orientado por Theodore Motzkin. Elly e Rafael tiveram três filhos: Ehud, Michal e Barak. Ehud e Barak morreram antes de seu pai. Michal Artzy é professor emérito de civilizações marítimas na Universidade de Haifa.
Rafael foi professor e diretor da Israel High School de 1934 a 1951. Foi instrutor e professor assistente no Technion de 1951 a 1956.

## Estados Unidos
Rafael Artzy foi pesquisador associado e lecturer na Universidade do Wisconsin-Madison em 1956, ano de sua primeira das muitas contribuições ao Mathematical Reviews. Artzy tornou-se associate professor da Universidade da Carolina do Norte em Chapel Hill em 1960. No ano seguinte tornou-se full professor da Universidade Rutgers. Em 1964 foi um visitante do Instituto de Estudos Avançados de Princeton. Escreveu Linear Geometry (1965), que foi favoravelmente revisado por Harold Scott MacDonald Coxeter. Em 1965 esteve na Universidade Estatal de Nova Iorque em Buffalo. Em 1967 foi para a Universidade Temple onde permaneceu durante cinco anos.

## Retorno
Em 1972 Rafael Artzy retornou a Israel e trabalhou no Technion em Haifa. Ajudou a organizar uma conferência quadrianual sobre geometria em Haifa. Por exemplo, em março de 1979 foi organizada uma conferência e os anais Geometry and Differential Geometry foram editados por Artzy e I. Vaisman e publicados como Springer Lecture Notes #792. Em 1992 publicou Geometry. An Algebraic Approach Artzy fez 224 contribuições ao Mathematical Reviews quando de sua última submissão em 1995.

## Obras
- Linear Geometry, Addison-Wesley 1965, Dover 2008
- Geometry: an algebraic approach, BI Wissenschaftsverlag, Mannheim 1992
- Editor: Geometry and differential geometry: proceedings of a conference held at the University of Haifa, Israel, March 18-23, 1979, Springer, Lecture notes in Mathematics, 1980